# Masatoshi Ishida
Masatoshi Ishida (født 4. maj 1995) er en japansk fodboldspiller.